# Metamorfisme de contacte

Diagrama que mostra un plutó (1) amb la roca encaixant, que no ha patit metamorfisme (3) i l'aurèola de contacte (2).

El metamorfisme de contacte és un conjunt d'alteracions mineralògiques i estructurals induïdes en les roques per la proximitat o contacte amb cossos intrussius de roques ígnies, produint-s'hi un augment en el grau de metamorfisme a mesura que s'aproxima al contacte.
Els canvis que es produeixen són per recristalització, que fan que la textura i els minerals puguin canviar. L'estructura original pot mantenir-se molt nítida o estar totalment esborrada, però no s'originen noves estructures. Es forma al voltant de l'intrussiu una aurèola anomenada aurèola de contacte. Roques típiques producte d'aquest metamorfisme són les roques cornianes, marbres...